# دفتر نظارت و مبارزه با قاچاق انسان
دفتر نظارت و مبارزه با قاچاق انسان (انگلیسی: Office to Monitor and Combat Trafficking in Persons) (J/TIP) یکی از دفاتر زیر مجموعه وزارت امور خارجه ایالات متحده آمریکا است، که مسئول تحقیق و تنظیم برنامه‌هایی برای پیشگیری از قاچاق انسان در داخل آمریکا و در سطح جهانی است. این دفتر سالانه گزارشی در مورد قاچاق انسان در داخل آمریکا و سایر کشورها را به کنگره می‌دهد.

## پیشینه
این دفتر در ماه اکتبر سال ۲۰۰۱ پس از تصویب قانون ۲۰۰۰ حفاظت از قربانیان قاچاق انسان ایجاد شد. این قانونی است که از ورود قربانیان قاچاق انسان، به آمریکا ممانعت بعمل می‌آورد. قاچاق‌چیان قربانیان خود را سعی می‌کنند معمولاً بدون مدرک یا با مدارک قلابی وارد آمریکا کنند. برای اجرایی شدن این قانون ضرورت داشت که رئیس‌جمهور اجازه ایجاد چنین دفتری را در وزارت امور خارجه بدهد، که مختص پیگیری اقدامات قانونی علیه مجرمین در زمینه استثمار و قاچاق انسان باشد. بعلاوه این قانون بدین منظور تنظیم گردیده تا کلیه مفاد متمم سیزدهم قانون اساسی ایالات متحده آمریکا را اجرائی کند. در حال حاضر قانونی در آمریکا در مورد قاچاق انسان و نیز حمایت از قربانیان قاچاق انسان وجود دارد که چندین بار بروز شده‌است که آخرین بار در ماه مارس سال ۲۰۱۳ بروز شد.

## علل و انگیزه
هدف از گزارش این دفتر به کنگره بالا بردن هوشیاری در مورد استثمار و قاچاق انسان و جلوگیری از آن است و علاوه برآن آگاهی دادن به عموم، حمایت قربانیان و انجام اقدامات قانونی علیه متجاوزان به قانون مذکور است. از دیگر اهداف آن فراهم کردن احکام قضایی مناسب در مقابل جنایات و آموزش نفرات نیروهای انتظامی در این موارد است.